# Colonial Bank
Die Colonial Bank war eine Bank mit Hauptsitz in Montgomery, Alabama und 346 Filialen in Alabama, Georgia, Florida, Nevada und Texas.
Am 14. August 2009 geriet die Bank im Zuge der weltweiten Finanzkrise in Schwierigkeiten, die Federal Deposit Insurance Corporation stellte sie daraufhin unter Zwangsverwaltung und verkaufte die meisten Vermögenswerte an den Konkurrenten BB&T.